# Wojęcino
Wojęcino (deutsch Wojenthin, früher auch Wogentin) ist ein Dorf bei Bobolice (Bublitz) in der Woiwodschaft Westpommern im Nordwesten Polens.

## Geographische Lage
Wojenthin liegt in Hinterpommern, etwa 14 Kilometer westlich der Kleinstadt Bublitz und 26 Kilometer südöstlich der regionalen Metropole Koszalin (Köslin). Nachbardörfer sind Tyczewo (Tietzow) im Westen, Świelino (Schwellin) und Dargiń (Dargen) im Norden sowie Bozniewice (Hufenberg) im Nordosten. 

## Geschichte

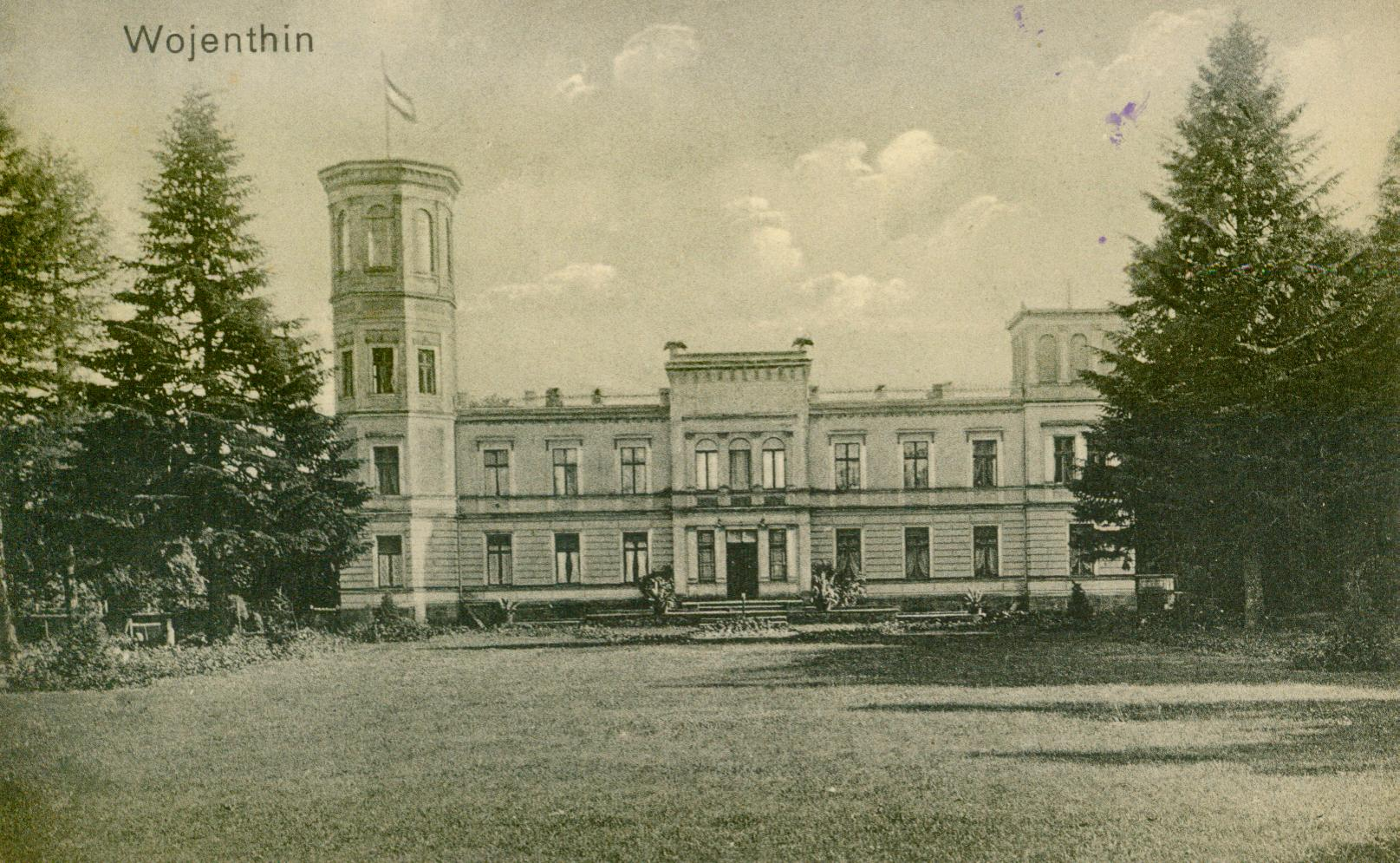
Das ehemalige Schloss Wojenthin

Das Dorf Wojenthin ist aus einem Rittergut hervorgegangen. Ältere Schreibweisen des deutschen Ortsnamens sind Wogentin und Woyentin. Das Dorf verfügte über eine eigene Kapelle und war im Kirchspiel von Schwellin eingepfarrt. Im 16. Jahrhundert gehörte es der Familie von Bonin. 1804 wurde die Familie von Saint-Julien als Eigentümer des Dorfes erwähnt. 1855 gehörte es der Familie Holtz, die es bis 1945 besaß. Sie war auch Bauherr des bis dahin bestehenden Schlosses.
Gegen Ende des Zweiten Weltkriegs wurde die Region im Frühjahr 1945 von der Roten Armee besetzt und anschließend unter polnische Verwaltung gestellt. Danach wurde die einheimische deutsche Bevölkerung von nach Kriegsende zugewanderten Polen aufgrund der sogenannten Bierut-Dekrete aus Wojenthin vertrieben.
Wojęcino ist heute ein Ortsteil von Świelino. Im Jahr 2008 hatte der Ort 90 Einwohner.